# Горбенко, Мстислав Мстиславович
Мстисла́в Мстисла́вович Горбе́нко (род. 27 июня 1947, Леово, Молдавская ССР, СССР) — советский и украинский альпинист, заслуженный мастер спорта СССР (1990), заслуженный тренер Украинской ССР (1991), мастер спорта СССР международного класса (1987). Многократный чемпион СССР и Украины. С 1981 года — директор альпклуба «Одесса».

## Биография
Родился 27 июня 1947 года в молдавском городе Леова в семье врача. До поступления в Одесский политехнический институт в 1965 году, проживал в Флорештах, Новой Каховке и Херсоне. После поступления постоянным местом проживания стала Одесса, где в 1968 году молодой Горбенко впервые знакомится с альпинизмом.
С 1979 году, будучи инструктором-методистом по альпинизму, работает в альплагерях «Эльбрус», «Шхельда» на сборах альпклуба «Одесса». В 1981 году его выбирают вице-президентом Одесской областной федерации альпинизма и скалолазания, а также назначают директором альпинистского клуба «Одесса», где он работает и по сей день.
Наивысшие спортивные достижения Горбенко приходятся на 80-е годы XX. За эти годы он трижды завоёвывает золото чемпионатов СССР (1983, 1987, 1988), дважды серебро и один раз бронзу. В 1987 году Горбенко присвоены звания «снежный барс» и мастер спорта международного класса.
В следующем десятилетии Горбенко восходит на две высшие горы в мире. Вначале в составе международной экспедиции, организованной альпинистами СССР, США и Китая, Горбенко восходит на Эверест в 1990 году, тем самым становясь первым одесситом и третьем представителем Украины, побывавшем на высшей вершине мира. Кроме того, за это достижение он получит звание заслуженного мастера спорта СССР. Спустя пять лет будет опубликована его книга «Восхождение мира на Эверест», в которой он детально опишет события той экспедиции.
Восхождение на второй восьмитысячник К-2 произошло в 1994 году в связке с Владиславом Терзыулом без применения кислорода. Покорение двух наивысших вершин в мире сделало Горбенко первым альпинистом на Украине и 37-м в мире, который сумел сделать подобное.
Дальнейшая альпинистская карьера перемещается к тренерской работе. Горбенко руководит рядом гималайских экспедиций в качестве главного тренера на такие вершины как: Аннапурна (1996), Чо-Ойю (1997), Ама-Даблам и Пумори (1998), Эверест (1999), Манаслу и Украина (2001), Транго Тауэр и Хидден-пик (2003), Гимал-Чули (2007), Макалу (2010).

## Лучшие восхождения
Среди множества восхождений Горбенко выделяются следующие: Ушба, траверс Шхельды, Замин Каррор, пик Коммунизма, Победы, Хан-Тенгри, Чатын, Шхара, Мижирги, Асан, Нанда-Деви, Эверест, К-2.
| Год  | Место | Восхождение       |
| ---- | ----- | ----------------- |
| 1980 |       | пик Революции     |
| 1983 |       | Мижирги           |
| 1985 |       | Шхара             |
| 1986 |       | пик Асан          |
| 1987 |       | Хан-Тенгри        |
| 1988 |       | Байтор и Амстронг |

## Звания и награды

### Звания
1980 — мастер спорта по альпинизму.
1984 — инструктор по альпинизму I категории.
1987 — «снежный барс» .
1987 — Мастер спорта СССР международного класса.
1990 — заслуженный мастер спорта СССР.
1991 — заслуженный тренер Украинской ССР.
2001 — почётное звание «Заслуженный работник физической культуры и спорта».
2011 — судья национальной категории.

### Награды
- ордена Украины «За заслуги» III (1996)[2] и II степеней (1999)[3],
- ордена «Эдельвейс» II и I степеней,
- юбилейная медаль короля Непала «50 лет покорению Эвереста» (2003).

## Семейное положение
Женат. Имеет трёх детей.

## Книги
- Восхождение мира на Эверест. — Одесса: ОКФА, 1994. — С. 144. — ISBN 5-7707-6304-3